# Арпажон-сюр-Сер
Арпажо́н-сюр-Сер (фр. Arpajon-sur-Cère, окс. Arpajon de Cera) — коммуна во Франции, находится в регионе Овернь. Департамент — Канталь. Административный центр кантона Арпажон-сюр-Сер. Округ коммуны — Орийак.
Код INSEE коммуны — 15012.
Коммуна расположена приблизительно в 440 км к югу от Парижа, в 110 км юго-западнее Клермон-Феррана, в 3 км к юго-востоку от Орийака.

## Население
Население коммуны на 2008 год составляло 5964 человека.
| 1962 | 1968 | 1975 | 1982 | 1990 | 1999 | 2008 |
| ---- | ---- | ---- | ---- | ---- | ---- | ---- |
| 3071 | 3277 | 4260 | 4866 | 5296 | 5545 | 5964 |

## Экономика
В 2007 году среди 3965 человек в трудоспособном возрасте (15—64 лет) 2955 были экономически активными, 1010 — неактивными (показатель активности — 74,5 %, в 1999 году было 72,3 %). Из 2955 активных работали 2800 человек (1463 мужчины и 1337 женщин), безработных было 155 (67 мужчин и 88 женщин). Среди 1010 неактивных 322 человека были учениками или студентами, 418 — пенсионерами, 270 были неактивными по другим причинам.

## Достопримечательности
- Дом XVIII века. Памятник истории с 1977 года[3]
- Мельница Пон-де-Маму (XVIII век). Памятник истории с 1979 года[4]
- Замок Конро[англ.] (XV век). Памятник истории с 1991 года[5]
- Замок Карбона[англ.] (XIV век)
- Замок Монталь-лез-Арпажон[фр.] (XII век)

## Города-побратимы
- Бохольт (Германия, с 1972)
- Басстлоу (Великобритания, с 1980)
- Бугуни (Мали, с 1985)
- Альтеа (Испания, с 1992)
- Ворона (Румыния, с 2000)

## Фотогалерея
- Замок Конро
- Замок Карбона
- Карта коммуны